# Elecciones legislativas de Mongolia de 1996
Las elecciones legislativas de Mongolia de 1996 tuvieron lugar el 30 de junio del mencionado año con el objetivo de renovar los 76 escaños del Gran Jural del Estado, parlamento unicameral del país, cuyos miembros cumplirían mandato por el período 1996-2000. Fueron los vigesimosegundos comicios legislativos en la historia republicana de Mongolia, y las terceras elecciones del país desde la revolución democrática que había puesto fin al régimen comunista de partido único.
Estos comicios tuvieron un carácter histórico, ya que la Coalición de la Unión Democrática, alianza electoral de tendencia liberal compuesta por el Partido Nacional Democrático y el Partido Socialdemócrata, obtuvo un resonante triunfo con el 47,05% de los votos y una amplia mayoría absoluta en el Gran Jural con 50 de los 76 escaños, tan solo un escaño por debajo de los dos tercios del legislativo. El gobernante Partido Revolucionario del Pueblo de Mongolia (MAXH) se ubicó en el segundo puesto con el 40,49% de los votos y 25 escaños. Se trató del primer cambio de gobierno por medios democráticos en la historia de la nación asiática, así como la primera derrota electoral del MAXH desde su fundación en 1921. Un tercer partido, el Partido Unido Tradicional Mongol, obtuvo el escaño restante, mientras que los demás partidos, si bien superaron juntos el 10% de los votos, no lograron ninguna victoria. No hubo tampoco candidatos independientes exitosos. La participación fue del 92,15% del electorado registrado, inaugurando la tendencia descendente en la concurrencia a votar que se prolongaría en los comicios legislativos hasta las elecciones de 2016.
La derrota del MAXH sorprendió incluso a los líderes de la Unión Democrática, que no esperaban ganar y cuya aspiración inicial era únicamente lograr los suficientes escaños como para privar al antiguo partido comunista, que gobernaba el país desde hacía más de siete décadas, de una mayoría de dos tercios que le permitiese realizar por sí solo cambios constitucionales. Mendsaikhany Enkhsaikhan asumió como primer ministro de Mongolia el 19 de julio de 1996, el primer jefe de Gobierno ajeno al MAXH. Con la rápida desintegración de la alianza gobernante y al aplastante renacimiento del antiguo partido comunista en 2000, se trató de la primera y más reciente ocasión en la que un partido distinto al MAXH ganó unas elecciones legislativas por mayoría absoluta. Muchos de los dirigentes de la Unión Democrática integrarían con posterioridad el moderno Partido Democrático (AH), configurando el bipartidismo que impera en Mongolia desde entonces.

## Antecedentes
La revolución democrática ocurrida entre 1990 y 1992 puso fin al monopolio político del Partido Revolucionario del Pueblo de Mongolia (MAXH), si bien no lo expulsó del poder, y la formación comunista gobernante desde hacía siete décadas ganó aplastantemente las elecciones de 1992 ante una oposición dividida y mal organizada, obteniendo 70 de los 76 escaños en el Gran Jural del Estado y asegurándose la continuidad en el poder. Puntsagiin Jasrai asumió como primer ministro de Mongolia, inaugurando el nuevo cargo creado durante la transición en reemplazo de la presidencia del Consejo de Ministros. A pesar de que el MAXH el 93% de los escaños parlamentarios, más del 40% del electorado votó por otros partidos, lo que desató un profundo debate sobre la posibilidad de reformar el sistema electoral uninominal de cara a las siguientes elecciones, con el objetivo de volverlo más proporcional. A pesar de que la sesión donde se trataría un proyecto de reforma electoral estaba prevista para la primavera de 1995, el gobierno ignoró el debate. Comentaristas políticos asumieron que, incluso si la ley electoral mongola fuera reformada, el sistema continuaría beneficiando al MAXH.
En 1993 tuvieron lugar elecciones presidenciales. Punsalmaagiin Ochirbat, que ya ejercía la jefatura de estado desde 1990, se separó del MAXH y concurrió como candidato de la Coalición de la Unión Democrática, alianza electoral de centro fundada por el Partido Socialdemócrata y el Partido Nacional Democrático. Ochirbat derrotó a Lodongiyn Tudev, candidato del MAXH, por un margen abrumador, obteniendo el 59,89% de los votos contra el 40,11% de Tudev, y constituyendo esta elección la primera derrota del longevo partido comunista desde su fundación.
El 17 de abril de 1995, estalló una huelga masiva por parte de docentes de educación secundaria, exigiendo aumento de salarios, mejoras en sus condiciones laborales, y una mayor calidad en los materiales de enseñanza. Alrededor de 4.500 profesores de ochenta escuelas en todo el país adhirieron a la huelga. Finalmente, el gobierno otorgó un incremento del 40% de los salarios, logrando la finalización de la medida de fuerza. Sin embargo, la llegada de una violenta inflación diluiría el efecto de dicho aumento. En el marco de la difícil transición de una economía planificada fuertemente arraigada que había dominado al país desde hacía casi un siglo a una economía de mercado, Mongolia había comenzado a recibir cada vez más apoyo económico de los Estados Unidos y otros países occidentales, reduciendo considerablemente la influencia que Rusia (y previamente la Unión Soviética) habían ejercido hasta entonces sobre la nación asiática, pero manteniendo un enfoque que la oposición consideró «subordinado».

## Resultados
La jornada electoral fue tranquila, con escasos sobresaltos o denuncias de irregularidades. Finalmente, la Coalición de la Unión Democrática se alzó con una victoria sorpresiva con el 47,05% del voto popular y una mayoría absoluta de 50 sobre 76 escaños en el Gran Jural del Estado. El Partido Revolucionario del Pueblo de Mongolia (MAXH) resultó contundentemente derrotado por primera vez en una elección legislativa al recibir el 40,49% de los votos y 25 escaños, sin lograr, siquiera, un tercio de las bancas. Con la intención y aspiración inicial de lograr un tercio de los escaños, lo que les habría permitido impedir que el MAXH enmendara la constitución sin necesidad de negociar, la alianza opositora se quedó a tan solo un escaño de obtener por sí misma una mayoría de dos tercios. El Partido Unido Tradicional Mongol (MKN) obtuvo un escaño y el 1,82% de los votos, ubicándose en el quinto puesto detrás de los partidos Estado Democrático (DS) y Partido de la Unidad Nacional Mongol (MNUN), que con un 3,11% y un 2,21% de los votos no lograron obtener bancas en el Gran Jural. La participación fue masiva, de un 92,15% del electorado registrado, lo que de todas formas implicó una caída de tres puntos con respecto a las elecciones anteriores.
|  | 47.05 % |

|  | 40.49 % |

|  | 3.11 % |

|  | 2.21 % |

|  | 1.82 % |

|  | 1.74 % |

|  | 0.12 % |

|  | 3.08 % |

|  | 95.55 % |

|  | 4.45 % |

|  | 100.00 % |

|  | 92.15 % |